# Curetis albida
Curetis albida är en fjärilsart som beskrevs av Teiso Esaki och Nakahara 1930. Curetis albida ingår i släktet Curetis och familjen juvelvingar. Inga underarter finns listade i Catalogue of Life.